# 2011年至2012年哈马省冲突
2011年至2012年哈马省冲突是指2011年至2012年叙利亚内战期间，在叙利亚哈马省发生的一系列冲突。

## 2011年9月至11月
9月1日，叙利亚哈马省的检察总长声称作为对叙利亚政府对抗议示威者进行镇压的回应，他宣布辞去检察总长一职。叙利亚政府声称他是被绑架后在枪口之下被迫撒谎的。
11月14日，阿拉伯叙利亚通讯社（SANA）报道称在哈马市有13名政府军被杀。
到了11月17日，群众的抗议示威似乎已经被平息，而哈马市的局势也在政府的控制之下。尽管形势相对比之前要平静，但街上仍旧堆满被烧毁的车辆，而警方的检查站遍布全城。同一天，叙安全部队展开对民众住宅的突袭行动，搜捕政府军变节者并逮捕嫌疑人。

## 12月
12月9日，哈马市内发生了自8月以来最大规模的反政府抗议活动。
据报道在12月11日，在与反对派的冲突中有8名安全部队成员丧生。叙利亚声称逮捕了一名正试图在一栋公寓楼附近安置炸弹的恐怖分子嫌疑人。还有报道称有多名平民遭到枪击，但沒有說明傷亡情況如何。
据报道在12月14日，叙利亚安全部队向一辆轿车开火，导致5名平民丧生。作为回应，叙利亚自由军对一支由4辆吉普组成的车队进行伏击，导致8名士兵丧生。
在同一天，叙利亚安全部队对哈马市发动突袭以镇压抗议示威活动，行动导致至少10名平民丧生。在叙利亚自由军试图阻止政府军进攻时双方发生冲突。在Hadid桥的战斗中至少有两辆装甲车被反对派武装打瘫。活动人士称政府军的坦克使用机枪开火射击并且焚毁属于反对派民众的商铺。
12月29日，政府军射杀了6名抗议示威者。当天阿盟的观察员抵达了哈马市。

## 2012年

### 1月
1月7日，9名抗议示威者在哈马被安全部队射杀。
当天，叙利亚空军后勤部门官员Afeef Mahmoud Suleima上校与至少15名手下叛变，并在电视直播中宣布了他的叛变消息，并要求他的手下保护在哈马市的抗议者。在声明中，他说：“我们来自叙利亚军队，我们之所以叛变是由于政府正在杀害平民抗议者。叙利亚军队使用重炮、空袭和坦克攻击哈马市……我们要求阿盟观察员对那些遭到空袭和地面部队袭击的区域，之后你们就能亲眼看到哈马市所遭受的破坏。我们还希望你们派些人来挖掘哈马市内的三座坟墓，那里埋有超过460具尸体。”
1月25日，政府军突袭了反对派控制的Bab Qebli、Hamidiyeh和Malaab区，至少打死7人。据报道在行动中政府军使用了火炮和狙击手。
在1月28日，至少有17具尸体被发现，他们的头部都留有枪伤。活动人士声称这些人都是在亲政府部队对哈马市使用装甲车发动突袭时遭到杀害的。这些死者中至少有1人是来自警察部门的变节者。
活动人士称截至1月末，哈马市有四个街区已经被反对派控制。

### 2月
2月14日，根据路透社的消息，在哈马省的Qalaat al-Madyaq镇，5名政府军在与反对派武装的冲突中丧生。
2月15日，在Qalaat al-Madiq镇，5名政府军在与变节者的冲突中丧生，另有9人受伤。
2月16日，活动人士说在哈马省Kafr Nabudah村有10名叙利亚自由军成员被政府军击毙。
2月20日，叙利亚国家电视台声称政府军在与武装分子的冲突中，有1名军官和1名中士丧生，另有1名下士受伤。
2月28日，政府军对哈马省的Halfaya镇进行炮击，导致20名平民丧生。活动人士称这20名死者是逊尼派穆斯林，包括这些人在内，在省内过去两周政府军针对无辜平民的报复行动中至少有100人丧生。

### 3月至4月
到了3月27日，反对派武装在哈马省已经控制了Qalaat al-Madiq等多座城镇，而该镇已经遭到连续17天的炮击。Qalaat al-Madiq镇内有一座历史悠久的城堡在战斗中遭到了炮击。政府军使用坦克对该镇进行过强攻，导致4名政府军、4名平民和5名反对派武装丧生，但政府军依旧未能控制该镇。
3月29日，2名政府军士兵在哈马市被打死。
4月21日，据叙利亚官方报道，2名政府军在哈马市被打死。
4月23日，根据叙利亚国家电视台的报道，2名政府军在哈马市被打死。

## 后续事件
据报道在哈马省内的al-Qubayr镇发生一起屠杀事件，导致86人丧生，许多受害者是妇女和儿童。
5月27日，叙利亚政府军对哈马市市郊进行了猛烈炮击。当天，在反对派武装攻击了政府军检查站之后，双方发生激烈冲突。根据反对派的消息，冲突中政府军损失4名士兵，之后政府军对居民区发动炮击，导致30至37名平民丧生。
6月30日。叙利亚国家电视台报道3名反对派武装被政府军击毙。政府媒体还报道称一支由Firas Imad al-Taa'meh领导的反对派武装组织在与政府军的冲突中遭到重创。
7月7日，叙利亚国家电视台报道宣称至少两名反对派武装在试图袭击正规军巡逻队时被击毙。
7月29日，叙利亚国家媒体报道在哈马市郊外至少有5名反对派武装在与政府军的冲突中被击毙。
11月5日，叙利亚人权观察组织和叙利亚自由军声称来自圣战组织“胜利阵线”的伊斯兰武装分子对哈马市附近的一处检查站发动炸弹袭击，导致50名政府军丧生。如果消息属实的话，这将是内战爆发以来单起导致人员死亡最多的袭击事件。
12月18日，反对派武装控制了哈马市附近的Halfaya镇。